# Liste der Bischöfe von Bayeux
Die folgenden Personen waren Bischöfe von Bayeux-Lisieux:
- Saint Exupère (Sankt Exuperius), 390–405 oder Spire (Spirius), Soupir, Soupierre
- Saint Regnobert (Regnobertus) oder Renobert, Rennobert, Raimbert
- Saint Rufinien (Rufinianus) ...–434
- Saint Loup (Lupus) 434–464
- Saint Patrice (Patricius) 464–469
- Saint Manvieu (Manveus) oder Manvé, Mange, Manvien, Mar-Wig 470–480
- Saint Contest (Contestus) oder Contès, Context 480–513
- Saint Vigor (Vigorus) oder Vigile 513–537
- Leucade Leucadius 538 (Drittes Konzil von Orléans)
- Lascivius oder Lascivus, Lauscius
- Leudovalde (Leudovaldus) oder Leudovald 581–...
- Saint Gertran (Geretrandus) oder Gérétran 585–625
- Saint Ragnebert (Ragnobertus) 625–668
- Saint Gerbaud (Gereboldus) oder Gerebauld, Gerbold 689–691
- Saint Frambold (Framboldus) oder Franbolt, Frambaud, Franbourd 691–722
- Hugo von Champagne 723–730 (auch Bischof von Paris, Rouen, Abt von Jumièges und Fontenelle) (Arnulfinger)
- Léodeningue, um 765
- Thior (Thiorus)
- Careville (Carveniltus) um 833
- Harimbert oder Ermbart 835–837
- Saint Sulpice (Sulpicius) 838–844
- Baltfride (Baltfridus) oder Badfridus, Waltfride, Baufroy, Vaufroy, † 858
- Tortolde 859–860
- Erchambert 860–...
- Heinrich I. (Heiricus) um 927
- Richard I.
- Hugo II. um 965
- Radulfe III. (Radulfus, Radulphus) oder Raoul „d'Avranches“ 986–1006
- Hugo III. d’Ivry 1011/1015–1049 (Haus Ivry)
- Odo von Conteville oder Eudes I. 1049–1097 (auch Graf von Kent, Halbbruder von Wilhelm dem Eroberer) (Haus Conteville)
- Turold de Brémoy (Turoldus) oder d'Envermeu 1097–1106
- Richard II. von Dover (oder Richard I., Sohn des Samson) 1107–1133
- Richard III. von Gloucester (oder Richard II. Sohn Roberts, Neffe von Richard I.) 1135–1142 (Rolloniden)
- Philippe d’Harcourt oder Philipp von Harcourt 1142–1163
- Heinrich II. 1163–1205
- Robert des Ablèges 1206–1231
- Thomas de Freauville 1232–1238
- Guy 1240–1259
- Eudes de Lory (Odo de Lorris) 1263–1274
- Gregor von Neapel 1274–1276
- Pierre de Benais 1276–1305
- Wilhelm I. Bonnet 1306–1312, Gründer des Collège de Bayeux in Paris
- Wilhelm II. de Trie 1313–1324
- Pierre II. de Lévis 1325–1330 (Haus Lévis)
- Wilhelm III. de Beaujeu 1330–1337
- Wilhelm IV. Bertrand 1338–1347 (Haus Bastembourg)
- Pierre III. de Villaine 1349–1360
- Ludwig I. Thézart 1360–1373
- Milon de Dormans 1373–1374
- Nicolas I. du Bos 1375–1408, Siegelbewahrer von Frankreich 1398–1400
- Jean de Boissey oder Jehan de Boissey 1408–1412
- Jean Langret 1414–1419
- Nikolaus II. Habart 1421–1431
- Zanon de Castiglione 1434–1459
- Ludwig II. d’Harcourt oder de Harcourt 1460–1479
- Charles de Neufchâtel 1480–1498
- René Kardinal de Prie oder René I. 1499–1510, † 1516
- Louis III. Canossa oder Louis de Canossa 1517–1531
- Pierre IV. de Martigni 1531 (konnte nicht geweiht werden)
- Agostino Kardinal Trivulzio 1531–1548
- Charles II. d’Humières 1549–1571
- Bernardin de Saikt-François 1573–1582
- Mathurin de Savonnières 1583–1586
- Charles de Bourbon, Apostolischer Administrator 1586–1590
- René de Daillon du Lude 1590–1600 (Haus Daillon)
- Arnault Kardinal d’Ossat 1600–1604
- Jacques d’Angennes 1606–1647
- Édouard Molé 1647–1652
- Abbé de Sainte-Croix 1652–... (Bruder des vorigen)
- François I. Servien 1654–1659
- François de Nesmond 1662–1715
- Joseph-Emmanuel Kardinal de La Trémoille 1716–1718
- François Armand von Lothringen-Armagnac 1719–1728
- Paul d’Albert de Luynes 1729–1753 (Haus Albert)
- Pierre-Jules César de Rochechouart-Montigny 1755–1776 (Haus Rochechouart)
- Joseph-Dominique de Cheylus 1776–..., † 1797
- Claude Fauchet 1791–1793 (Konstitutioneller Bischof)
- Julien-Jean-Baptiste Duchemin 1799 (Konstitutioneller Bischof)
- Louis-Charles Bisson 1799–1801 (Konstitutioneller Bischof)
- Charles Brault 1802–1817
- Jean de Pradelle 1817 (ernannt, aber vor Übernahme der Amtsgeschäfte gestorben)
- Charles-François Duperrier 1823–1827
- Jean-Charles Richard Dancel 1827–1836
- Louis-François Robin 1836–1855

Am 12. Juni 1855 werden die Diözesen Bayeux und Lisieux zusammengelegt (Bistum Bayeux-Lisieux)
- Louis-François Robin 1855–1855 (erster Bischof von Bayeux-Lisieux)
- Charles-Nicolas-Pierre Didiot 1856–1866
- Flavien Hugonin 1867–1898
- Léon-Adolphe Amette 1898–1906 (dann Erzbischof von Paris und Kardinal)
- Thomas-Paul-Henri Lemonnier 1906–1927
- Emmanuel-Célestin-Jean-Baptiste Suhard 1928–1931 (dann Erzbischof von Reims und Kardinal, später Erzbischof von Paris)
- François-Marie Picaud 1931–1954 (und Titularbischof von Erythrae)
- André Jacquemin 1954–1969
- Jean Badré 1969–1988
- Pierre Pican SDB 1988–2010
- Jean-Claude Boulanger 2010–2020
- Jacques Habert seit 2020

## Zur Verwandtschaft von Richard I. und Richard II.
1. Osbern
  1. Samson, Baron von Dover, dann Bischof von Worcester (1093–1115)
    1. Thomas II., Erzbischof von York (1110–1119)
    2. Richard I., Bischof von Bayeux (1107–1133)
    3. Isabella ⚭ Robert von Gloucester
      1. Richard II., Bischof von Bayeux (1136–1142)

  2. Thomas I., Erzbischof von York (1070–1099)